# Adelheid Morath
Adelheid Morath (Freiburg im Breisgau, 2 augustus 1984) is een Duits mountainbikester, die haar vaderland tweemaal vertegenwoordigde bij de Olympische Spelen: in 2008 (Peking) en 2012 (Londen).

## Erelijst

### Mountainbike
2005
- Duitse kampioenschappen mountainbike (marathon)

2006
- Duitse kampioenschappen mountainbike (marathon)

2007
- Duitse kampioenschappen mountainbike (marathon)

2008
- 18e Olympische Spelen (cross country)
- Duitse kampioenschappen mountainbike (marathon)
- Duitse kampioenschappen mountainbike (cross country)

2009
- Duitse kampioenschappen mountainbike (marathon)
- Duitse kampioenschappen mountainbike (cross country)

2011
- Duitse kampioenschappen mountainbike (cross country)

2012
- 2e in Amathous-Agios Tychon (cross country)
- 2e in Langenlois/Zöbing (cross country)
- Duitse kampioenschappen mountainbike (cross country)
- 16e Olympische Spelen (cross country)

- Gemeinsame Normdatei: 117045366X
- Virtual International Authority File: 63154137628015370005